# Pahljačekrilci
Pahljačekrilci (znanstveno ime Strepsiptera, grško  - streptos - zvit + pteron - krilo) so nenavaden red žuželk z okoli 610 opisanimi vrstami, ki zajedajo na drugih žuželkah. Njihova največja posebnost je ekstremen spolni dimorfizem, od ostalih žuželk pa se bistveno razlikujejo tudi po zgradbi nekaterih organov in ontogenetskem razvoju. Ime so dobili po krilih pahljačaste oblike, ki jih med mirovanjem držijo zvita.

## Telesne značilnosti
So drobne žuželke z mehkim zunanjim skeletom. Samci in samice se močno razlikujejo po telesni zgradbi.
Samci so dolgi manj kot 5 mm, temnorjave barve. Na glavi so razmeroma velike oči, ki so zgrajene drugače kot sestavljene oči drugih žuželk. Podobne so tistim pri trokrparjih iz reda Phacopida - tvori jih nekaj deset leč, vsaka s svojo mrežnico. Tudi tipalnice so posebnost. So nenavadno debele, sestavljene iz 4-7 členov z izrastki, kar jim daje razvejan videz. Obustne okončine so izoblikovane v grizalo, a zelo reducirane. Prva dva člena oprsja sta zelo majhna, zaprsje (metatoraks) pa je dobro razvito. Prvi par kril je kijaste oblike in ima isto vlogo kot utripače (haltere) pri dvokrilcih. Zadnji par kril je velik, belkaste barve, krhko strukturo podpira reducirano omrežje žil. Tudi členjenost nog je reducirana.
Pri večini vrst so samice podobne ličinkam, brez oči, nog, tipalnic in kril, po navadi jih ščiti skelet, ki so ga odvrgle ob preobrazbi v bubo. Členjenost njihovega telesa je zelo zabrisana, glava in oprsje sta denimo zlita v glavoprsje. Samice pahljačekrilcev iz družine Mengenillidae imajo noge, oči in tipalnice, vendar oblika njihovega telesa še vedno spominja na ličinko, so tudi brez kril.
Razvijajo se z nepopolno preobrazbo, natančneje hipermetamorfozo - imajo več različnih oblik larv. Larve prvega stadija imajo tri pare nog na oprsju. So brez tipalnic, čeljusti in okončin na zadku. Kasnejši stadiji larve izgledajo kot črvički, nimajo ne obustnih okončin, ne nog.

## Življenje
Pahljačekrilci se iz jajčec izležejo znotraj materinega telesa, ličinke nato skozi poseben kanal prilezejo iz nje na površini gostitelja in poiščejo novega, najraje v zgodnjem stadiju življenja. Ličinke pahljačekrilcev iz družine Stylopidae, ki zajedajo na kožekrilcih, na primer zlezejo iz materinega telesa medtem ko je gostitelj na cvetu. Nato se oprimejo druge čebele ali ose, ki jih odnese v panj, kjer na koncu prodrejo v jajčece ali ličinko s pomočjo encimov, ki omehčajo kutikulo. Pri nekaterih vrstah so samci redki, v teh primerih se pahljačekrilci razmnožujejo partenogenetsko.
Znotraj gostitelja se takoj levijo v črvasto obliko in živijo kot endoparaziti, prehranjujejo se z gostiteljevo krvjo in maščobnim tkivom. Buba s sprednjim delom štrli iz gostitelja. Odrasel samec zleze ven, samica pa ostane znotraj kutikule, ličinke, zunaj je samo glavoprsje z dihalnimi odprtinami in odprtino kanala za ličinke. Neoplojene samice izločajo feromon, ki privablja samce h gostiteljski živali. Eden od njih jo nato oplodi skozi kanal za ličinke. Prostoživeče oblike (odrasli samci in odrasle samice družine Mengenillidae) se ne prehranjujejo. Samci živijo samo nekaj ur do enega dneva, njihova edina vloga je oploditev samice. Tudi samice poginejo takoj ko se izležejo ličinke.

## Ekologija
Pahljačekrilci so obligatni endoparaziti, specializirani na zajedanje določenih skupin žuželk, največkrat kožekrilcev in polkrilcev, pa tudi ščurkov, bogomolk, kobilic in ščetinorepk. Živijo na vseh celinah, razen na Antarktiki. Vezani so na življenjsko okolje svojih gostiteljev, največ jih je v tropih. V Evropi živi okoli 40 vrst, njihova prisotnost v Sloveniji pa še ni raziskana.
Z zajedanjem vidno vplivajo na gostitelja. Okuženim živalim se ne razvijejo spolni organi, zaradi česar so sterilne. Po videzu so nekje med samcem in samico. Spremeni se jim tudi vedenje, okužene čebele recimo izletajo iz prezimovališč mnogo prej kot zdrave.

## Sistematika
Filogenetska uvrstitev pahljačekrilcev je zaradi njihove nenavadnosti še uganka. Telesna zgradba ličink in potek preobrazbe so zelo podobni nekaterim družinam hroščev, zato jih nekateri entomologi obravnavajo kot specializirano družino znotraj reda hroščev (Coleoptera). Po genetskih znakih pa so bodisi bližje dvokrilcem, bodisi nesorodni enim in drugim. Obstaja namreč verjetnost, da so nekateri genetski znaki zaradi dolgotrajnega ločenega evolucijskega razvoja z mutacijami po naključju postali podobni tistim pri drugih žuželkah, v tem primeru dvokrilcem.
Opisanih je osem recentnih družin, ki jih združujemo v dva podredova.